# Andeomastax uncinulifer
Andeomastax uncinulifer är en insektsart som beskrevs av Marius Descamps 1979. Andeomastax uncinulifer ingår i släktet Andeomastax och familjen Eumastacidae. Inga underarter finns listade i Catalogue of Life.